# Chronograaf van 354

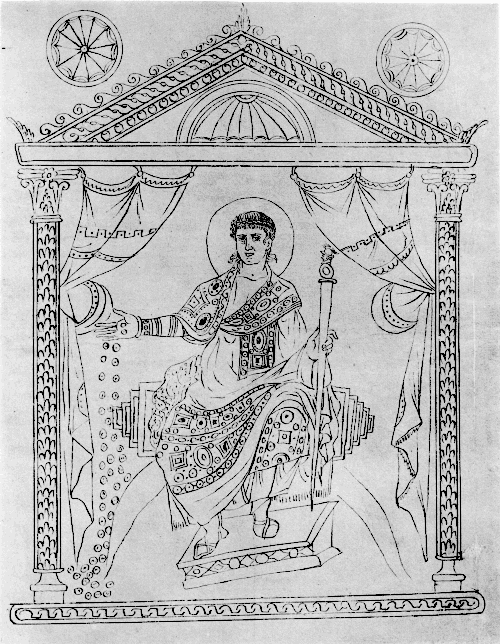
Voorstelling van een schenking door Constantijn II. In de Chronograaf van 354, Barberini lat. 2154, Vaticaan

De Chronograaf van 354 of Kalender van 354 is de benaming die gebruikt wordt voor een verlucht handschrift uit de late oudheid. Het handschrift, een soort almanak opgebouwd rond een kalender, is de enige volledige kalender die uit de tijd van het Romeinse keizerrijk die is overgeleverd. Weliswaar is het handschrift zelf niet bewaard gebleven, maar het is bekend uit de getrouwe kopieën die gemaakt werden in de negende eeuw tijdens de Karolingische renaissance. De Karolingische kopieën werden op hun beurt extensief gekopieerd tussen de negende en zeventiende eeuw. Vandaag blijven er een groot aantal geschriften over met enerzijds uittreksels uit de Karolingische kopieën en anderzijds beschrijvingen ervan. De kopieën uit de negende eeuw zijn zelf ook verloren gegaan.
De Chronograaf van 354 is het oudste bekende verluchte handschrift. De codex was een compilatie van diverse teksten die eind 353 of begin 354 werd samengesteld door de bekende kalligraaf Furius Dionysius Filocalus voor een Romeins senator.
Het belang van de chronograaf vloeit voort uit het feit dat hij een bron is voor diverse wetenschappelijke disciplines zoals de klassieke en christelijke archeologie, de kunstgeschiedenis en de boekverluchting, de klassieke filologie, de patristiek en de geschiedenis van de kerk. In de renaissance speelde de kalender een belangrijke rol bij de discussies over de kalenderhervorming ingevoerd door paus Gregorius XIII in 1582.
De chronograaf is het eerste geschrift dat kerstmis als feest voor de geboorte van Christus vermeldt (25 december).

## Geschiedenis

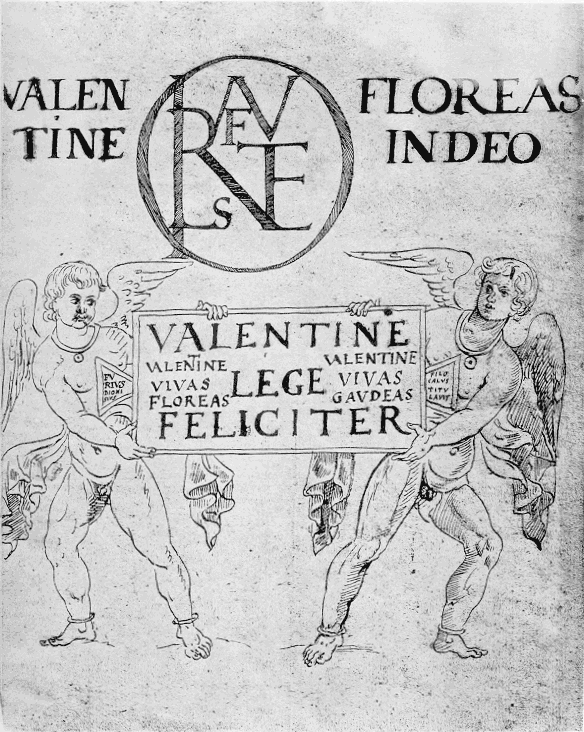
Opdrachtpagina, Barberini lat. 2154, Vaticaan.

Het jaar 354 waarin het schrijven van de chronograaf zou beëindigd zijn wordt afgeleid uit de lijsten van Romeinse Consuls tussen 509 v.Chr. en 354 en van de Romeinse stadsprefecten tussen 254 en 354. Op de dedicatiepagina vooraan werd de codex opgedragen aan Valentinus en wordt ook de scribent Furius Dyonisius Filocalus genoemd.
De codex bleef ook na het overlijden van Valentinus in gebruik. Hij werd waarschijnlijk geraadpleegd door Polemius Silvus toen die omstreeks 449 zijn kalender schreef. In de zesde eeuw stonden illustraties in het werk waarschijnlijk model voor een planisfeer voor 579 en in 602 zou Columbanus van Luxeuil de paascyclus uit de codex gekopieerd hebben.
In de late negende eeuw of de vroege tiende eeuw werd het werk gekopieerd. Dit manuscript dat de Luxemburgensis wordt genoemd, was in 1560 in het bezit van Jean Brenner van Luxemburg, staatssecretaris en klerk bij de provincieraad van Luxemburg. Volgens een beëdigde getuigenis in 1610 van Remacle d'Huart, de schoonzoon van Brenner, werd het manuscript in 1560 gekopieerd voor de humanist Carolius Langius en het origineel zou terechtgekomen zijn bij Antoine de Blanchart, de echtgenoot van Brenner's oudste zus. Via hem kwam de codex terecht bij Christophe d'Assonville lid van de Geheime Raad en de Raad van State in Brussel. Bij diens dood in 1607 ging het handschrift naar zijn schoonzoon Renon de France lid van de Grote Raad van Mechelen. Nicolas-Claude Fabri de Peiresc (1580-1637), wetenschapper, astronoom en verzamelaar, leende het werk van de France en na zijn dood werd er geen spoor meer van teruggevonden. Ondanks het feit dat het handschrift verdween, is de inhoud goed gekend dankzij een omstandige beschrijving door Peiresc in zijn brieven over het handschrift, onder meer  aan Peter Paul Rubens op 16 december 1620. Daarnaast werd het Karolingische handschrift ook een aantal keer gekopieerd, zij het nooit in zijn totaliteit.

## Inhoud
Sinds het midden van de negentiende eeuw werd de tekst bestudeerd door historici en kunsthistorici en in 1950. werd op basis van de overgeleverde kopieën getracht van de oorspronkelijke inhoud te achterhalen. Theodor Mommsen publiceerde in 1850 een eerste studie over de chronograaf. Zijn indeling wordt vandaag nog vrij algemeen aanvaard. In de recente studie van Burgess (2012) wordt de indeling van Mommsen aangehouden, alleen de volgorde van de XIV tot XVII werd aangepast. De inhoud ziet er als volgt uit:
- I. Opdrachtpagina: volbladminiatuur waarop Valentinus geluk wordt gewenst en waarin de schrijver wordt vermeld.
- II. Vier Tyche's die de belangrijke steden in het Romeinse Keizerrijk voorstellen: Rome, Alexandrië, Constantinopel en Trier.
- III.1 Opdracht aan de keizer:  miniatuur met de gevleugelde godin Victoria.

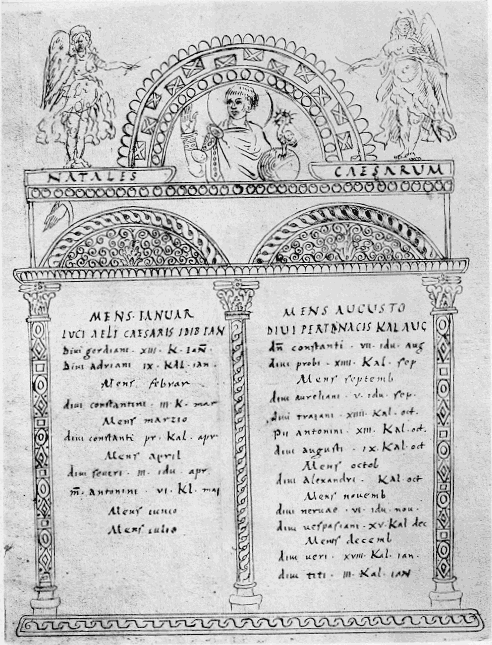
Dies natalis (III.), Barberini lat. 2154, Vaticaan.

- III.2 Lijst met geboortedata van de keizers
- IV. De dagen van de week: zeven volbladminiaturen die de dagen van de week voorstellen met telkens de god of godin horend bij de planeet waarnaar de dag genoemd is in een architecturale omlijsting.
- V. Dierenriem: drie korte lijsten met de activiteiten die best worden uitgevoerd onder een groep van vier tekens uit de dierenriem.
- VI. Kalender: Een Romeinse kalender met een volbladminiatuur voor elke maand op de linkerbladzijde en de kalender op de rechterbladzijde. In de meeste kopieën ontbreken de afbeeldingen voor januari, april, mei, juni en juli. De miniaturen zijn betrokken op hetzij de werken van de maand op het land, hetzij de mythologische betekenis van de maand. Ze zijn telkens gecomplementeerd door een tetrastich[12] betrokken op de afbeelding en een distich[13] die los staat van de afbeelding. De eerste lijn van de distich stond onder de miniatuur, de tweede onder de tekst. Het tekstgedeelte toont in de eerste kolom de maanfases, in de tweede de weekdagen (A-G), in de derde kolom de nundinae voorgesteld door de letters A-H (cyclus van marktdagen) , vervolgens het nummer van de dag in het kalenden, nonen en iden systeem en in de laatste kolom het feest of de gebeurtenis die op de betrokken dag herdacht of gevierd werd.
- VII. Consulaire portretten. Portretten van Constantius II en Constantius Gallus.
- VIII. Lijst van de consuls van 509 v.Chr. tot 354.
- IX. Tabel met de paasdata van 312 tot 411.
- X. Lijst van de stadsprefecten van 254 tot 354.
- XI. Begrafenisdata van de bisschoppen van Rome met begrafenisdatum, de naam en de plaats van begrafenis.
- XII. Begrafenisgegevens van martelaren, vergelijkbaar qua inhoud met XI.
- XIII. De Liberius catalogus: een lijst met de bisschoppen van Rome van Petrus tot en met Liberius. De lijst bevat de naam van de bisschop en de duur van zijn episcopaat, de naam van de keizer die aan de macht was en de namen van de consuls bij zijn aantreden en bij zijn dood.
- XIV. Liber generationis: een Latijnse vertaling van een Griekse chronograaf van 235.[14] Dit werk werd toegeschreven aan Hippolytus maar er wordt aan getwijfeld of Hippolytus een historische figuur is.[15]
- XV. Breviarium Vindobonense: Een korte omschrijving van alle heersers van centraal Italië, Alba Longa en Rome van Picus tot Licinius. Mommsen noemde dit onderdeel de "Chronica Urbis Romae". De tekst kwam twintig jaar voor de Chronograaf van 354 tot stand en hoort er dus eigenlijk niet bij. Daarom stelt Burgess de naam "Breviarium Vindobonense" omdat het manuscript dat de tekst bevat zich in Wenen bevindt en geen kroniek is.[15]
- XVI. Consularia Vindobonensia: kronieken waarbij de datering gebeurde op basis van de consuls die aan de macht waren.
- XVII. Notitia regionum urbis XIV: een architecturale catalogus van de veertien districten van Rome.

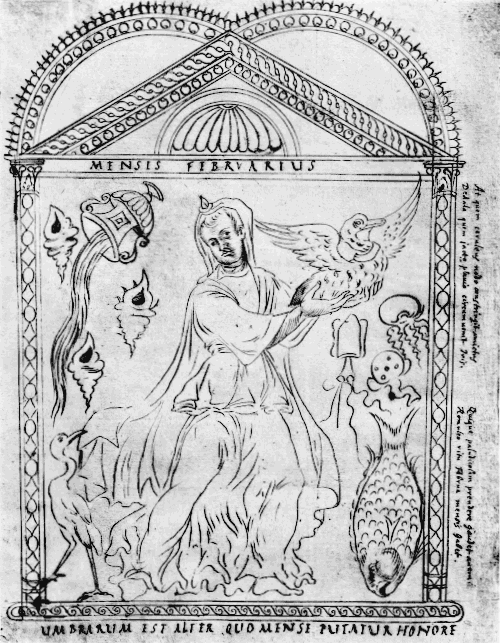
Kalenderminiatuur voor februari, Barberini lat. 2154, Vaticaan

## De handschriften
Zoals hoger gesteld werden in de loop der eeuwen talrijke handschriften vervaardigd die teruggaan op de Chronograaf van 354. De manuscripten waarvan de historici zeker zijn dat ze gekopieerd werden van de Karolingische kopie vindt men in de lijst hieronder. De Karolingische kopie wordt L genoemd (Luxemburgensis) in hetgeen volgt.
- B - Brussel, Koninklijke Bibliotheek van België, signatuur 3558 (oude catalogus nrs. 7543-49).[16] Dit handschrift bevat de belangrijkste kopie van de tekstgedeelten en bevat een nota waarin men zegt dat het van L gekopieerd werd toen dat nog in het bezit was van Jean Brenner, dus voor 1571. Het werd waarschijnlijk geschreven in het derde kwart van de zestiende eeuw.[16] Dit manuscript bevat het gros van de teksten van L en de illustraties van deel I. en deel VI.
- G - Amiens, Bibliothèque Municipale, signatuur 467. Dit handschrift werd gekopieerd van L toen dat in het bezit was van Renon de France dus tussen ca. 1607 en 1620. Het bevat de delen XI., XII. en XIII.
- R - Rome, Bibliotheca Apostolica Vaticana, Barb. lat. 2154. Het bevat alleen kopieën van de illustraties uit L die de Peiresc in 1620 liet maken en naar Girolamo Aleandro in Rome stuurde met het oog op een uitgave van de chronograaf.
- Berl - Berlijn, Staatsbibliothek zu Berlin - Preussischer Kulturbesitz lat. fol. 61, de zogenoemde "Codex Pighianus". De folia 231r tot 237r in dit manuscript zijn een kopie van de kalenderminiaturen gemaakt voor de humanist Stephanus Pighius die stierf in 1604.

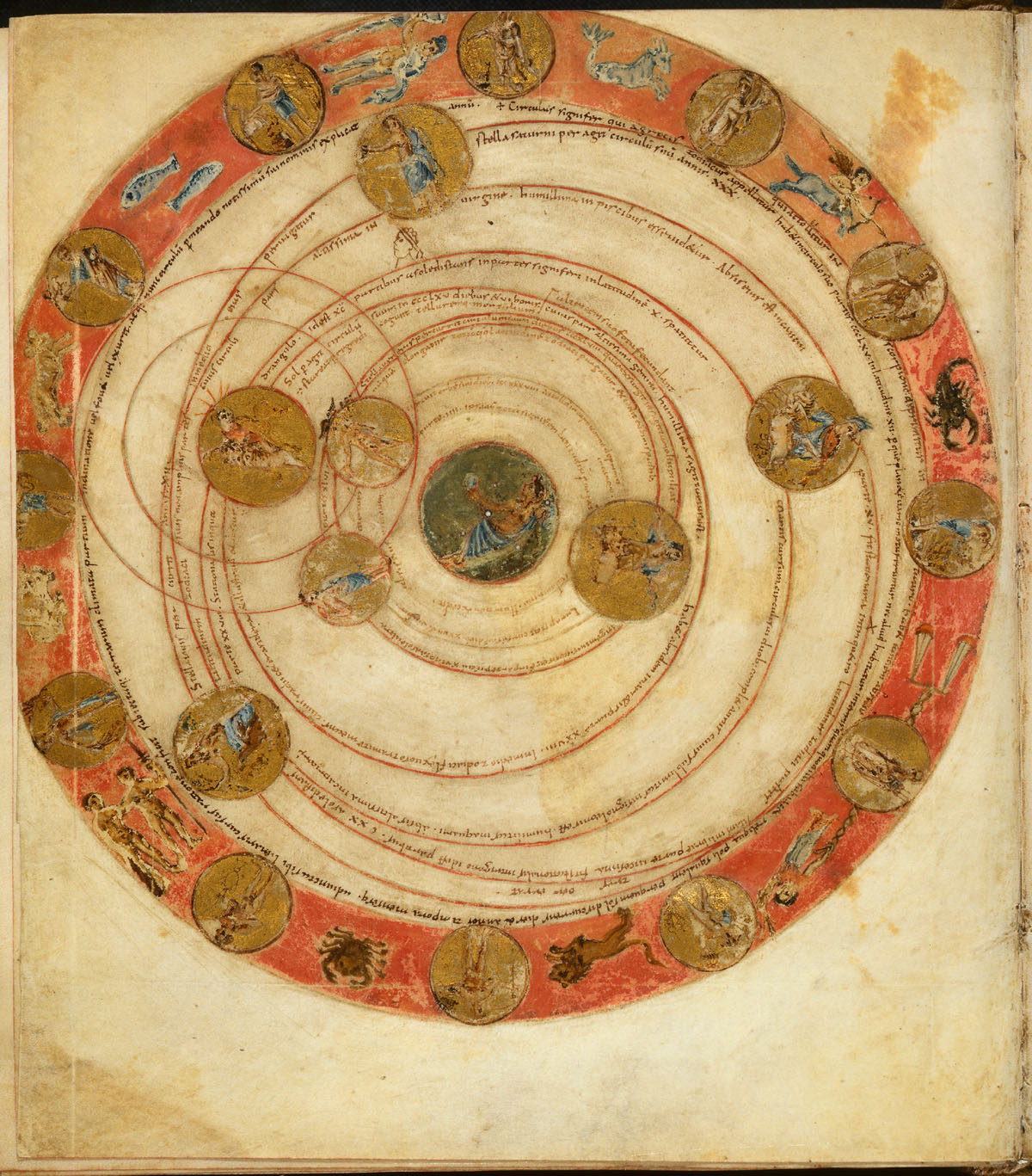
Leidse Aratea f.93v, Planisfeer met afbeeldingen van de dagen en de maanden uit de Chronograaf van 354.

Naast de kopieën van L zijn er nog een aantal oudere manuscripten waarvan sommige rechtstreeks gekopieerd werden van het origineel (hierna O genoemd).
- S - St. Gallen, abdijbibliotheek Cod. Sang. 878, het zogenoemde vademecum van Walahfrid Strabo. Deze kopie ontstond volgens sommigen in de abdij van Reichenau tussen 825 en 849,[17] maar anderen menen dat de kopie van de hand van Strabo zelf is en dat de tekst geschreven werd toen hij aan het keizerlijk hof van Lodewijk de Vrome in Aken verbleef (829-839) als hofkapelaan van keizerin Judith en leraar van Karel de Kale. Het bevat de secties IV., V. en de distichen uit VI. als een geheel gekopieerd op pp. 302–303 en daarnaast uittreksels uit de secties XIV. tot XVI.[18] Er zijn sterke aanwijzingen dat O zich op dat moment in de keizerlijke bibliotheek in Aken[18] bevond en dat S een kopie is van een handschrift dat eerder van O gekopieerd was.[19]
- V - Rome, Bibliotheca Apostolica Vaticana, Pal. lat. 834 fol. 42v. bevat een kopie van sectie V. gemaakt in Lorsch in 836 rechtstreeks van O of van een apograaf.[16]
- Voss - Leiden, Universiteitsbibliotheek, Vossianus lat. q 79, fol. 93v. Een pagina uit de Leidse Aratea geschreven in Aken in de decade voor 842.[16] Het handschrift bevat een miniatuur met de afbeelding van een planisfeer die geïllustreerd is met afbeeldingen van de dagen en de maanden uit de Chronograaf van 354.
- A - Bern, Burgerbibliothek 108. Een fragment van een handschrift uit de negende of tiende eeuw. Het bevat de kalenderbladzijde  voor december en een deel van de Fasti Consulares (VIII.) tot het jaar 264. Vroeger maakten deze katernen deel uit van Bern Ms. 128 dat een nota bevat dat het aan de "Sancta Maria" in Straatsburg geschonken werd door bisschop Werinharius.[20]
- V - Wenen, Österreichische Nationalbibliothek signatuur 3416 folia 1r-70r. Deze kopie werd gemaakt in opdracht van Johan Fuchsmagen die overleed in 1510, wat een terminus ante quem oplevert. Op basis van stilistische kenmerken wordt het gedateerd op ca. 1500, maar Fuchsmagen signeerde het handschrift nog als "Ioh Fuchsmag", waar hij zijn naam verlatiniseerde tot "Fusemannus" in 1497, wat laat veronderstellen dat het handschrift voor die datum tot stand kwam.[16] Dit handschrift bevat alle teksten van VI. tot XVII. Het werd waarschijnlijk gekopieerd van L.